# Comuna 2 Soacha Central
La Comuna 2 Soacha Central es la segunda de las seis comunas de la cabecera municipal de Soacha (Cundinamarca), ubicado en la parte central de la ciudad y recibe su nombre de la cabecera central e histórica del municipio, en el sector de la Plaza principal de Soacha, a menudo llamado también Soacha Parque. Tiene 145,700 habitantes.
Aloja además varias sedes de las entidades administrativas del municipio de Soacha como las distintas secretarías del despacho y la Alcaldía Municipal.

## Geografía
Territorio llano bañado por el río Soacha, hoy contaminado por los desechos cloacales vertidos en sus aguas y ligeramente ondulado en algunos barrios como La Amistad y El Nogal Sur, excepto en el Cerro de La Veredita, donde se asienta el barrio homónimo, así como en la parte occidental de la plaza en dirección al río.

### Límites
| Noroeste: Corregimiento 2 (Vereda de Bosatama) | Norte: Comuna 3 de La Despensa (Ciudad Verde por el Río Soacha sentido al occidente) |                                             |
| Oeste: Comuna 1 de Compartir (Avenida Indumíl) |                                                                                      | Este: Comuna 3 La Despensa (Diagonal 30B)   |
| Suroeste: Comuna 1 Compartir (Humedal Neuta)   | Sur: Comuna 6 San Humberto (Autopista Sur)                                           | Sureste: Comuna 5 San Mateo (Autopista Sur) |

## Barrios
Altos de Portoalegre, Bochica Sur, Bosques de Zapán, Camilo Torres Restrepo, Cobec, Danubio, El Carmen, El Mirador, El Nogal, El Rosal, El Satélite, Eugenio Díaz Castro, Hogares Soacha, La Amistad, La Cañada, La Fragua, La Unión, La Veredita, Las Ferias, Lagos de Malibú, Lincoln, Minnesota, Portalegre, Prado Vegas, Primavera, Quintas de la Laguna, Reserva de la Laguna, San Andrés, San Isidro, San Luis, Santa Helena, Soacha Parque, Tejares, Tequendama y Villa Clara.  
Propiedad horizontal: La comuna 2 tiene las siguientes propiedades horizontales distribuidos en los siguientes barrios, aunque por ley están separados de las jurisdicciones de las Juntas de Acción Comunal de estos últimos:
- Bosques del Zapán: Bosques del Zapán (I al V), Quintas de San Luis y Quintas del Portal
- Camilo Torres Restrepo: Ubaté
- Hogares Soacha: Caminos de San Isidro¹, El Camino (I y II), El Encanto (I, II y III), El Futuro (I y II), El Mañana, El Progreso, El Silo², El Tesoro (I, II), El Triunfo (I, II, III y IV), La Alegría (I, II, III, IV y V), La Armonía (I, II, III y IV), La Confianza (I, II y III), La Esperanza (I, II y III), La Evolución, La Fortuna (I y II), La Gratitud (I, II y III), La Grandeza (I, II y III), La Ilusión (I y II), Oportunidad (I, II y III) y Vida Nueva
- La Unión: Atenea, Parque Las Flores, Santa Cecilia
- Lagos de Malibú: Santelmo (compartido con el barrio Los Ducales de la Comuna 1 de Compartir).
- Lincoln: Torres del Camino (I al IV)
- Quintas de la Laguna: Maranatha I
- San Luis: Oasis de Jericó
- Tejares: Caminos de Tejares (I y II)

¹ Caminos de San Isidro, aunque es vecino de Hogares Soacha, no pertenece a su jurisdicción y tiene origen posterior

² El Silo, aunque es vecina de Hogares Soacha, no pertenece a la jurisdicción de aquella y tiene origen histórico anterior

## Vías
Además de la Autopista NQS, están:
- Carrera Séptima (Avenida Julio Cesar Turbay, Paralela de la Autopista)
- Calle 13 (Avenida Luís Carlos Galán)
- Calle 11
- Carrera 18 (Avenida Soacha)
- Calle 10 (El Danubio)
- Carrera 6
- Calle 12
- Diagonal 9 (Vía que se  comunica con la Universidad de Cundinamarca)
- Calle 18
- Calle 22 (Avenida Estadio)[Nota 1]
- Avenida Ciudad de Cali (proyectado Hogares Soacha)
- Calle 4 Sur
- Avenida Calle 1 (Avenida San Marón)

La comuna cuenta con transporte público para el resto de la ciudad de Soacha y varias de sus veredas, así como por Bogotá a través del Corredor de transporte por la Autopista NQS.

## Sitios importantes
- Deportivos y de esparcimiento: Parque de los Locos (Carrera 9 con Calle 15),Coliseo General Santander, Estadio Luis Carlos Galán Sarmiento
- Culturales: Biblioteca Municipal Joaquín Piñeros Corpas, Museo Arqueológico de Soacha, Teatro Municipal Sua, Casa Hacienda San Marón
- Centros comerciales: Plaza de Mercado Municipal, CC Soacha Parque, CC Santamaría Plaza, Sanandresito Soacha, San Remo, CC Mi Plaza y Área comercial Plazoleta El Tesoro
- Salud: Hospital Mario Gaitán Yanguas
- Ambientales: Reserva Cerro La Veredita, Humedal Neuta
- Religiosos: Parroquia Nueva de San Bernardino, Cementerio de Soacha
- Otros: Alcaldía de Soacha, Plaza de Soacha, Registraduría Municipal, Cámara de Comercio de Bogotá (sede Soacha)

## Educación
En la comuna 2,  hay variadas instituciones educativas públicas y privadas, así como establecimientos de educación superior del municipio:
Privadas: Colegio Bolívar, Colegio María Auxiliadora, Colegio Integral Femenino, Institito Pedagógico Lesmes, Colegio Eugenio Díaz Castro
Públicas: IE General Santander, IE Integrado de Soacha, IE Nueva Vida
Universidades: Centro Industrial y de Desarrollo Empresarial - CIDE (SENA), Universidad Minuto de Dios (Centro Regional Soacha), Universidad de Cundinamarca (extensión Soacha)

## Representación local
La representación local está en manos de los ediles de la JAL de la comuna 2, elegidos para el periodo constitucional 2024-2027:
| Partido | Partido | Escaños |
| ------- | ------- | ------- |
|         | PH      | 7/7     |